# Liste der Baudenkmale in Rastede
In der Liste der Baudenkmale in Rastede sind die Baudenkmale der niedersächsischen Gemeinde Rastede und ihrer Ortsteile aufgelistet. Der Stand der Liste ist der 5. Februar 2023. Die Quelle der Baudenkmale und der Beschreibungen ist der Denkmalatlas Niedersachsen.

## Allgemein
In den Spalten befinden sich folgende Informationen:
- Lage: die Adresse des Baudenkmales und die geographischen Koordinaten. Kartenansicht, um Koordinaten zu setzen. In der Kartenansicht sind Baudenkmale ohne Koordinaten mit einem roten Marker dargestellt und können in der Karte gesetzt werden. Baudenkmale ohne Bild sind mit einem blauen Marker gekennzeichnet, Baudenkmale mit Bild mit einem grünen Marker.
- Bezeichnung: Bezeichnung des Baudenkmales
- Beschreibung: die Beschreibung des Baudenkmales. Unter § 3 Abs. 2 NDSchG werden Einzeldenkmale und unter § 3 Abs. 3 NDSchG Gruppen baulicher Anlagen und deren Bestandteile ausgewiesen.
- ID: die Objekt-ID des Baudenkmales
- Bild: ein Bild des Baudenkmales, ggf. zusätzlich mit einem Link zu weiteren Fotos des Baudenkmals im Medienarchiv Wikimedia Commons. Wenn man auf das Kamerasymbol klickt, können Fotos zu Baudenkmalen aus dieser Liste hochgeladen werden:

## Rastede

### Gruppe: An der Bleiche
Die Gruppe hat die ID 35625890. Auf Gartengrundstücken beidseitig einer leicht geschwungenen Straße gelegene, überwiegend kubische Ziegelbauten mit zeitgenössischem Dekor unter Walmdach. Erb. 1920–1935.

| Lage                                          | Bezeichnung | Beschreibung | ID       | Bild |
| --------------------------------------------- | ----------- | --- | -------- | ---- |
| An der Bleiche 4 53° 14′ 49″ N, 8° 11′ 44″ O  | Wohnhaus    | Stattlicher Ziegelbau mit reichem Ziegeldekor. Datiert 1921. Bauherr Hans Specht (1875-1953), (Verwalter einer Schaffarm in Argentinien) | 35636624 |      |
| An der Bleiche 5 53° 14′ 47″ N, 8° 11′ 45″ O  | Wohnhaus    | Ziegelbau unter Walmdach mit zeitgenössischem Ziegeldekor, 1920/35. | 35636650 |      |
| An der Bleiche 6 53° 14′ 50″ N, 8° 11′ 42″ O  | Wohnhaus    | Ziegelbau unter Walmdach mit zeitgenössischen Ziegeldekor, um 1920/35. | 35636676 |      |
| An der Bleiche 7 53° 14′ 47″ N, 8° 11′ 44″ O  | Wohnhaus    | Ziegelbau unter Walmdach mit zeitgenössischen Ziegeldekor, um 1920/35. | 35636703 |      |
| An der Bleiche 8 53° 14′ 50″ N, 8° 11′ 41″ O  | Wohnhaus    | Um 1930 als Ziegelbau unter Walmdach errichtet, nachträglich verputzt. | 35636729 |      |
| An der Bleiche 9 53° 14′ 48″ N, 8° 11′ 43″ O  | Wohnhaus    | Ziegelbau unter Walmdach mit zeitgenössischen Ziegeldekor, um 1920/35. | 35636756 |      |
| An der Bleiche 10 53° 14′ 50″ N, 8° 11′ 40″ O | Wohnhaus    | Eineinhalbgeschossiger Ziegelbau untre giebelständigem Satteldach. Erbaut ca. 1930. | 35636782 |      |
| An der Bleiche 11 53° 14′ 48″ N, 8° 11′ 42″ O | Wohnhaus    | Ziegelbau unter Walmdach mit zeitgenössischen Ziegeldekor, um 1920/35. | 35636808 |      |
| An der Bleiche 12 53° 14′ 51″ N, 8° 11′ 38″ O | Wohnhaus    | Ziegelbau unter Walmdach mit zeitgenössischen Ziegeldekor, um 1920/35. | 35636834 |      |
| An der Bleiche 13 53° 14′ 48″ N, 8° 11′ 41″ O | Wohnhaus    | Ziegelbau unter Walmdach mit zeitgenössischen Ziegeldekor, um 1920/35. | 35636860 |      |
| An der Bleiche 15 53° 14′ 49″ N, 8° 11′ 41″ O | Wohnhaus    | Ziegelbau unter Walmdach mit zeitgenössischen Ziegeldekor, um 1920/35. | 35636886 |      |
| An der Bleiche 17 53° 14′ 49″ N, 8° 11′ 40″ O | Wohnhaus    | Ziegelbau unter Walmdach mit zeitgenössischen Ziegeldekor, um 1920/35. | 35636912 |      |
| An der Bleiche 19 53° 14′ 49″ N, 8° 11′ 39″ O | Wohnhaus    | Ziegelbau unter Walmdach mit zeitgenössischen Ziegeldekor, um 1920/35. | 35636939 |      |
| Sophienstraße 14 53° 14′ 50″ N, 8° 11′ 39″ O  | Wohnhaus    | Zweigeschossiger Ziegelbau unter Walmdach, Eingang mit Freitreppe an dreiachsiger Schmalseite. Fassade zu „An der Bleiche“ zweiachsig, mit hervorstehenden Fenstern unter horizontalen Verdachungen im EG. Obergeschossfenster jeweils durch Sohlbankgesimse verbunden. Sparsames Baudekor in Form Ziegelsetzungen am Portal und Obergeschossfenstern. 1930 nach Entwürfen von Architekt Ahmels aus Jever für August Thien entworfen. Zeitgleich entstand die Einfriedung aus Ziegeln, zwischen den Pfeilern Metallgitter. Gartengrundstück. | 35638176 |      |

### Gruppe: Anton-Günther-Straße 17/17a
Die Gruppe hat die ID 46900389. Architektonisch anspruchsvolle Anlage aus Wohnhaus, Gärtnerhaus und Garage auf schmaler, gärtnerisch gestalteten Parzelle.

| Lage                                                 | Bezeichnung | Beschreibung | ID       | Bild |
| ---------------------------------------------------- | ----------- | --- | -------- | ---- |
| Anton-Günther-Straße 17 53° 14′ 56″ N, 8° 11′ 44″ O  | Wohnhaus    | Wohnhaus von 1921/22 auf zusammengesetztem Grundriss unter relativ steilen Satteldächern. Im Inneren zahlreiche bauzeitliche wandfeste Ausstattungsteile von hoher handwerklicher Qualität. | 46900246 |      |
| Anton-Günther-Straße 17a 53° 14′ 56″ N, 8° 11′ 42″ O | Wohnhaus    | Wohnhaus (Gärtnerhaus) von 1921/22, schmaler Klinkerbau unter hohem Mansardgiebeldach. | 46900309 |      |
| Anton-Günther-Straße 17a 53° 14′ 56″ N, 8° 11′ 42″ O | Garage      | Schmaler, zweigeschossiger Klinkerbau unter flachem Satteldach, zwei Garageneinfahrten, im OG Funktions- bzw. Wohnräume.                                                                    | 46900344 |      |

### Gruppe: Bahnhofstraße 23–27
Die Gruppe hat die ID 35626441. Gruppe von giebelständigen Putzbauten mit Sockel- und Drempelgeschoss. Fassaden mit Baudekor in Form von Gesimsen und profilierten Fensterrahmungen. Eingangsbereiche mit Treppengestaltung. Teilweise bauzeitliche Einfriedungen (Eisenzäune) erhalten.

| Lage                                         | Bezeichnung | Beschreibung | ID       | Bild |
| -------------------------------------------- | ----------- | --- | -------- | ---- |
| Bahnhofstraße 23 53° 14′ 41″ N, 8° 11′ 35″ O | Wohnhaus    | Eineinhalbgeschossiger Putzbau auf niedrigem Sockelgeschoss unter giebelständigem Satteldach. Gliederung durch Gesimse und Fensterumrandungen sowie horizontale Verdachungen. An der östlichen Traufseite zurückgesetzter Eingangsvorbau. Um 1900 errichtet. Mit Eisenzaun                           | 35637128 |      |
| Bahnhofstraße 25 53° 14′ 41″ N, 8° 11′ 33″ O | Wohnhaus    | eineinhalbgeschossiger Putzbau auf hohem Sockelgeschoss unter giebelständigem Satteldach. Gliederung durch aufgeputztes Gurtgesims und Fensterrahmungen. An der Ostseite zurückgesetzter Eingangsvorbau unter traufständigem Satteldach, an Westseite Wintergarten. Um 1910 errichtet.               | 35637189 |      |
| Bahnhofstraße 27 53° 14′ 40″ N, 8° 11′ 33″ O | Wohnhaus    | Eineinhalbgeschossiger Putzbau unter giebelständigem Krüppelwalmdach. Gliederung durch Gesimse und Fensterumrandungen. Vor EG der vierachsigen Fassade auf linker Seite dreiseitiger Standerker. An westlicher Traufseite zurückgesetzter Anbau mit Eingang. 1910 errichtet. Bauzeitlicher Eisenzaun | 35637221 |      |

### Gruppe: Erbprinzenpalais
Die Gruppe hat die ID 35625946. Ensemble aus herrschaftlichem Palais und weitläufigem Landschaftsgarten mit zwei sogenannten Torhäusern sowie Wirtschaftshof mit kleineren Nebengelassen. Als Sommersitz des damaligen Erbprinzen seit den zwanziger Jahren des 19. Jh. westlich der Oldenburger Straße entwickelt, besteht über gärtnerische Gestaltungsachse visuelle Verbindung zur östlich sich erstreckenden Rasteder Schlossanlage.

| Lage                                      | Bezeichnung               | Beschreibung | ID       | Bild           |
| ----------------------------------------- | ------------------------- | --- | -------- | -------------- |
| Feldbreite 23 53° 14′ 28″ N, 8° 11′ 52″ O | Palais                    | Eingeschossiger Putzbau unter Mansarddach mit zweigeschossigem Mittelrisalit bekrönt mit Gratkuppel. In Verlängerung der Fensterachsen Dachgauben. Gliederung durch rustizierte Lisenen. Auf Westseite zurückgesetztes Portal mit zwei vorgestellten Säulen. 1822 Umbau des Vorgängerbaus von 1800, weitere Umgestaltung 1882/83 nach Plänen von Gerhard Schnitger (1841-1917). | 35637343 | Weitere Bilder |
| Feldbreite 21 53° 14′ 27″ N, 8° 11′ 48″ O | Kutscher- und Gärtnerhaus | Eingeschossiger Putzbau unter Walmdach. Dreiachsiger Fassade mit rundbogigen Nischen. Eckquaderung. Erbaut Anfang 19. Jh. | 35637284 |                |
| Feldbreite 25 53° 14′ 26″ N, 8° 11′ 49″ O | Wohnhaus                  | Eingeschossiger Putzbau unter Walmdach mit rundbogigen Fenstern in rundbogigen Nischen. Eckquaderung. Erbaut um 1822. | 35637372 |                |
| Feldbreite 23 53° 14′ 25″ N, 8° 11′ 51″ O | Park                      | | 35637311 |                |

### Gruppe: Oldenburger Straße 103/105
Die Gruppe hat die ID 50780201. Hofanlage an der Westseite der Oldenburger Straße, im Zentrum giebelständiges Hallenhaus, rechts und links je ein Nebengebäude.

| Lage                       | Bezeichnung               | Beschreibung | ID       | Bild |
| -------------------------- | ------------------------- | --- | -------- | ---- |
| 53° 14′ 1″ N, 8° 12′ 14″ O | Nebengebäude              | Ziegelbau unter Satteldach | 41792177 |      |
| 53° 14′ 0″ N, 8° 12′ 14″ O | Wohn-/ Wirtschaftsgebäude | Ehem. Rauchhaus in Zweiständerkonstruktion unter giebelständigem Satteldach. Ende 19. Jh. zu Handwerker-/Ackbürgerhaus mit Tischlerwerkstatt überformt, aus dieser Zeit der massive Giebel, die Toreinfahrt mit Oberlicht, mit Blattranken verziert. | 41792161 |      |
| 53° 14′ 0″ N, 8° 12′ 15″ O | Nebengebäude              | Ziegelbau unter Satteldach | 41803755 |      |

### Gruppe: Raiffeisenstraße
Die Gruppe hat die ID 44666334. Häuserzeile mit Vorgärten an Nordwestseite der Raiffeisenstraße

| Lage                                            | Bezeichnung | Beschreibung | ID       | Bild |
| ----------------------------------------------- | ----------- | --- | -------- | ---- |
| Raiffeisenstraße 4 53° 15′ 1″ N, 8° 11′ 39″ O   | Wohnhaus    | Eineinhalbgeschossiger, giebelständiger Backsteinbau auf rustiziertem Sockelgeschoss unter Satteldach. Zugang rechte Traufseite über geschwungenem Treppenaufgang. Giebelfassade reich gegliedert. 1907 errichtet.                                           | 44463277 |      |
| Raiffeisenstraße 6 53° 15′ 0″ N, 8° 11′ 38″ O   | Wohnhaus    | Eineinhalbgeschossiger, giebelständiger Putzbau auf hohem Klinkersockel unter steilem Satteldach (rückwärtig abgewalmt) mit polygonalem Erker an Fassade und seitlichem Eingangsrisalit mit Fachwerkdachhäuschen. 1912 errichtet.                            | 44463288 |      |
| Raiffeisenstraße 8 53° 15′ 0″ N, 8° 11′ 36″ O   | Wohnhaus    | Weit zurückgesetzter giebelständiger Klinkerbau mit traufseitig angebautem Stallteil unter Satteldächern. In den 1920er Jahren errichtet. | 44463305 |      |
| Raiffeisenstraße 10 53° 14′ 59″ N, 8° 11′ 35″ O | Wohnhaus    | Eineinhalbgeschossiger, giebelständiger Putzbau auf hohem Sockelgeschoss in Putzquaderung unter Satteldach. Eckquaderung und stuckierte Fenstereinfassungen. Zugang rechte Traufseite. Auf Westseite zweigeschossiger Anbau mit Ladeneinbau unter Flachdach. | 44463317 |      |
| Raiffeisenstraße 12 53° 14′ 59″ N, 8° 11′ 34″ O | Wohnhaus    | Eineinhalbgeschossiger Putzbau auf flachem Putzsockel unter vorkragendem, giebelständigem Satteldach an Ecke zur „Auf der Raade“. Fassadengliederungen durch Gesimse und gekuppelte Fenster- und Türeinfassungen.                                            | 44463328 |      |
| Raiffeisenstraße 16 53° 14′ 58″ N, 8° 11′ 32″ O | Wohnhaus    | Eineinhalbgeschossiger, giebelständiger Putzbau auf hohem rustiziertem Sockelgeschoss unter vorkragendem Satteldach. Fassadengliederung durch Gesimse und Fenstereinfassungen. Zugang über rechte Traufseite.                                                | 44666645 |      |
| Raiffeisenstraße 18 53° 14′ 58″ N, 8° 11′ 31″ O | Wohnhaus    | Eineinhalbgeschossiger, giebelständiger Putzbau auf stark gebustem Sockelgeschoss unter geschweiftem, vorkragendem Krüppelwalmdach. Reiche Fassadengliederung (Eckquaderung, Gesimse, Einfassungen). 1904 errichtet.                                         | 44666659 |      |

### Gruppe: Schloss Rastede
Die Gruppe hat die ID 35625927. Großflächige, ab 1777 als Sommerresidenz ausgebaute Schlossanlage der Oldenburger Großherzöge mit breitgelagertem Hauptgebäude sowie zahlreichen Nebengebäuden und weitläufigem Landschaftspark mit baulichen Ausstattungselementen wie Venustempel, Wassermühle und Forsthaus sowie zahlreichen Brücken.

| Lage                                               | Bezeichnung   | Beschreibung | ID       | Bild           |
| -------------------------------------------------- | ------------- | --- | -------- | -------------- |
| Oldenburger Straße 202 53° 14′ 33″ N, 8° 12′ 7″ O  | Schloss       | Zweigeschossiger Putzbau mit niedrigem Mezzaningeschoss unter flachem Walmdach mit übergiebeltem Mittelrisalit, eingeschossige Seitenflügel. Mittelbau mit 11-achsiger Fassade, die drei mittleren Achsen zu einem Risalit mit flachem Dreiecksgiebel vorgezogen, davor Portikus mit Doppelsäulen und seitlichen Rampen. Im Inneren klassizistische Ausstattung (Vestibül und Gartensaal).                            | 35637731 | Weitere Bilder |
| Oldenburger Straße 202 53° 14′ 34″ N, 8° 12′ 15″ O | Pavillon      | Rundbau mit Kuppeldach, 1791–93 als Venustempel im englischen Garten errichtet. Entwurf Bernhard Winck (1754-1812) zugeschrieben. Venusstatue aus Marmor von Eduard Maxer (1812-1881), 1850. | 35637788 | BW             |
| Oldenburger Straße 202 53° 14′ 31″ N, 8° 12′ 14″ O | Schlosspark   | | 35637816 | BW             |
| Oldenburger Straße 202 53° 14′ 35″ N, 8° 12′ 5″ O  | Marstall      | Eingeschossiger, unverputzter Ziegelbau unter Walmdach. Ende 18. Jh. errichtet. | 35637760 |                |
| Oldenburger Straße 202 53° 14′ 31″ N, 8° 12′ 4″ O  | Kavaliershaus | 1788–92 als eingeschossiger Putzbau nach Entwürfen von P. L. Heumann errichtet. 1882/94 aufgestockt. | 35637704 |                |
| Oldenburger Straße 204 53° 14′ 33″ N, 8° 11′ 58″ O | Torhaus       | Eingeschossiger Putzbau mit Pilasterglieder und Gebälk. 1787/88. | 35637848 |                |
| Oldenburger Straße 198 53° 14′ 33″ N, 8° 11′ 58″ O | Torhaus       | Eingeschossiger Putzbau mit Pilasterglieder und Gebälk. 1787/88. | 35637677 |                |
| Parkstraße 100 53° 14′ 21″ N, 8° 13′ 25″ O         | Jagdhaus      | Eingeschossiger Ziegelbau mit Rundbogenfenstern unter Satteldach. An den Giebeln hölzerne Vorlauben: östliche Vorlaube mit Säulen und Kapitellen aus Baumstämmen und Verstrebungen aus Astwerk. In 2. Hälfte 19. Jh. errichtet. | 35636347 | BW             |
| Oldenburger Straße 53° 14′ 0″ N, 8° 12′ 17″ O      | Hirschtor     | Repräsentatives Zufahrtstor am südwestlichen Rand des Schlossparks als symmetrische Anlage mit zwei Torflügeln und Fußgängerdurchlässe vorspiegelnde Seitengitter sowie jeweils seitlich zwei verputzte Pfeilern, von denen je zwei durch Balustrade verbunden. Auf inneren Pfeilern nach außen schauende Figuren von liegenden Hirschen angeordnet, äußeren Pfeiler mit steinernen Vasen bekrönt. Errichtet um 1870. | 35638041 | Weitere Bilder |

### Gruppe: St. Ulrich
Die Gruppe hat die ID 35625908. Platzanlage mit romanischer Kirche, von Ziegelmauer umgeben, Tor von 1729 mit Sandsteinlöwen auf Pfeilern. An Ostseite freistehender Glockenturm aus dem 15. Jh. Dazu gehört Pfarrhaus und Wohnhaus sowie Alleen am Friedhof. Namensgebend ist das Denkmal für Großherzog Nikolaus Friedrich Peter.

| Lage                                       | Bezeichnung                      | Beschreibung | ID       | Bild           |
| ------------------------------------------ | -------------------------------- | --- | -------- | -------------- |
| Friedhofsweg 8 53° 14′ 42″ N, 8° 12′ 0″ O  | St.-Ulrich                       | Saalkirche aus Feldsteinen und Backsteinen mit polygonalem Chorabschluss und Westturm, Unterbau sowie Teile des Kirchenschiffs vom Ursprungsbau des 13. Jh. Kreuzgratgewölbte Krypta mit freistehenden Säulen, mit Würfelkapitellen. Hier Sandsteinsarkophag der 1744 verstorbenen Sophie Eleonore von Schleswig-Holstein-Sonderburg-Beck. Ende des 15. Jh. erweitert, auch ablesbar an größeren Spitzbogenfenstern im östlichen Abschnitt und Chorbereich. Außenbau mit Strebepfeilern, die auf ursprüngliche Einwölbung hindeuten. Gewölbe stürzten 1695 ein, seitdem flachgedeckte Balkendecke. Von romanischen Ausstattung ist Taufstein aus dem 13. Jh. erhalten. Im Turm ist der Sargdeckel mit lebensgroßer Liegefigur des Grafen Moritz von 1420. Altar (1636, Lucretia de St. Simon) und Kanzel (1612, Ludwig Münstermann), Epitaph für Reinhard Schröder aus dem 17. Jh. 1774 dreiseitig umlaufende Empore eingezogen, Brüstungsfelder mit muschelförmigem Ornament, etwas später die Patronatsprieche. | 35637399 | Weitere Bilder |
| Friedhofsweg 8 53° 14′ 42″ N, 8° 11′ 59″ O | Glockenturm                      | Dreigeschossiger Tor- u. Glockenturm aus Backsteinmauerwerk unter Satteldach mit drei spitzbogigen Schallöffnungen. Blendnischen im 1. OG und im Giebel. Durchgang mit Kreuzgewölbe, dort Gedenktafeln für Gefallene des 1. Weltkrieges. Erbaut im 15. Jh. In unmittelbarer Nähe Gedenkstätte für Gefallene des 2. Weltkrieges mit Skulptur. | 35637427 |                |
| Friedhofsweg 8 53° 14′ 41″ N, 8° 12′ 1″ O  | Friedhof                         | Friedhof mit alten Grabsteinen, von Ziegelmauer umgeben. Friedhofstor mit Ziegelpfeilern, Sandsteinabdeckplatten und Löwenaufsätzen von 1729. | 35637454 | Weitere Bilder |
| Denkmalplatz 4 53° 14′ 42″ N, 8° 11′ 56″ O | Haus Degen                       | Eingeschossiger Putzbau mit waagerechtem Fugenschnitt unter traufständigem Satteldach, an den Giebelseiten vorkragend. Sechsachsige Fassade mit zweigeschossigem Mittelrisalit, dort im OG Rundbogenfenster. Dreichachsiger Nordgiebel mit mittigem Eingang. Gliederung durch umlaufendes Gurtgesims und profilierte Fensterrahmungen. Um 1880 errichtet. | 35637254 |                |
| Denkmalplatz 5 53° 14′ 44″ N, 8° 11′ 58″ O | Pastorat                         | Ziegelbau unter Krüppelwalmdach | 35637902 |                |
| Denkmalplatz 5 53° 14′ 44″ N, 8° 11′ 57″ O | Pfarrgarten                      | | 35635343 | BW             |
| Denkmalplatz 5 53° 14′ 43″ N, 8° 11′ 58″ O | Nikolaus-Friedrich-Peter-Denkmal | Denkmal aus Findlingen für Großherzog Nikolaus Friedrich Peter (1827-1900), kurz nach seinem Tod errichtet. Großer Findling von Gut Loy, darauf angebracht Bronzetafel mit Relief des Großherzogs. Einfriedung mit zwischen Pfeilern gespannten Ketten. | 51182685 |                |

### Einzelbaudenkmale
| Lage                                                | Bezeichnung               | Beschreibung | ID       | Bild |
| --------------------------------------------------- | ------------------------- | --- | -------- | ---- |
| Anton-Günther-Straße 4 53° 14′ 51″ N, 8° 11′ 52″ O  | Wohnhaus                  | Eingeschossiger Klinkerbau unter giebelständigem Satteldach auf hohem Sockelgeschoss. Bis zur Traufe reichender Erker mit Balkon, Fenster durch Ziegelbandrahmung hervorgehoben. An Südostseite zweigeschossiger Flachdachbau, Garage. Raumstruktur und wandfeste Ausstattung erhalten. 1926 errichtet. Bauzeitliche Einfriedung, gemeinsam mit Nr. 6. | 35638743 |      |
| Anton-Günther-Straße 6 53° 14′ 52″ N, 8° 11′ 51″ O  | Wohnhaus                  | Zweigeschossiges Wohnhaus mit Einfriedung. Klinkerbau unter Walmdach, straßenseitig zweigeschossiger Standerker, Horizontalgliederung durch Gesimse, in Teilen ornamentale Ziegelziersetzungen. Um 1927 errichtet. Bauzeitliche Einfriedung, gemeinsam mit Nr. 4. | 48573847 |      |
| Anton-Günther-Straße 8 53° 14′ 52″ N, 8° 11′ 50″ O  | Schule                    | Zweigeschossiger Klinkerbau unter Walmdach ohne Baudekor. Symmetrisch gegliederte Straßenfassade mit acht Fensterachsen, beide mittlere Achsen im EG durch eingezogenen Eingang mit Rundbogenöffnung gebildet, darüber Schriftzug „Bauschule“ und Laterne. Zweiflügelige Haustür mit reichverziertem Oberlicht. 1929 nach Entwurf von Carl Rohde errichtet. | 35636966 |      |
| Anton-Günther-Straße 8 53° 14′ 52″ N, 8° 11′ 51″ O  | Toilette                  | Kleiner Ziegelbau unter Walmdach. | 35639494 |      |
| Anton-Günther-Straße 10 53° 14′ 53″ N, 8° 11′ 49″ O | Stallteil                 | Langgestreckter, eingeschossiger Ziegelbau unter traufständigem Krüppelwalmdach mit hölzernem Traufgesims. Zehnachsige Fassade, zweiflügelige Eingangstür mit Oberlicht in 7. Achse. Am nördlichen Giebel Dielentor mit korbbogigem Sturz. In 2. Hälfte ds 19. Jh. errichtet. | 35639572 |      |
| Bahnhofstraße 2 53° 14′ 43″ N, 8° 11′ 54″ O         | ehem. „Rasteder Hof“      | Zweigeschossiger Putzbau auf Eckgrundstück unter Walmdach. Siebenachsige Fassade mit mittigem Eingang an Oldenburger Straße, EG mit Putzfugen, Gurtgesims. Zur Bahnhofstraße siebenachsig. In 2. Hälfte 19. Jh. errichtet. Sonnenuhr 1927 von Carl Rohde an Südseite. | 35637047 |      |
| Bahnhofstraße 13 53° 14′ 41″ N, 8° 11′ 42″ O        | Wohnhaus                  | Eineinhalbgeschossiger Putzbau unter traufständigem Satteldach. Sechsachsige Fassade mit zweigeschossigem Mittelrisalit unter giebelständigem Satteldach. Gliederung durch umlaufendes Gurtgesims, profilierte Fensterrahmungen und horizontale Verdachungen. Um 1890 errichtet. | 35637074 |      |
| Bahnhofstraße 18 53° 14′ 42″ N, 8° 11′ 39″ O        | Wohnhaus                  | Eineinhalbgeschossiger Putzbau unter giebelständigem Satteldach. Vierachsige Fassade mit Veranda im EG. An Ostseite breiter zweigeschossiges Risalit unter Satteldach, dort Hauseingang mit Freitreppe. Dächer vorkragend mit Flugsparren. Gliederung der Schauseiten durch umlaufendes Gurtgesims, Scheinquaderung und profilierte Fensterverdachungen. 1891 errichtet. | 35637101 |      |
| Bahnhofstraße 24 / 24a 53° 14′ 42″ N, 8° 11′ 33″ O  | Wohnhaus                  | Eineinhalbgeschossiger Putzbau unter giebelständigem Satteldach. Gliederung durch Putzritzungen (Scheinquaderung), Gesims und profilierte Fensterumrandungen und -verdachungen; z.T. verzierte Brüstungsfelder und Medaillons. Um 1900 errichtet. | 35637161 |      |
| Buchenstraße 8 53° 13′ 42″ N, 8° 12′ 48″ O          | Wohn-/ Wirtschaftsgebäude | Zweiständer-Fachwerkgebäude mit Ziegelausfachung unter Krüppelwalmdach in Reetdeckung. Innengerüst erhalten, Außenwände z.T.massiv ersetzt. 1842 erbaut. | 35638296 | BW   |
| Feldbreite 33 53° 14′ 22″ N, 8° 11′ 50″ O           | Gewächshaus               | | 35637651 |      |
| Im Kühlen Grunde 1 53° 14′ 52″ N, 8° 12′ 38″ O      | Wassermühle               | Wassermühle, 1847 Umbau zu „Schweizerhaus“. | 35637482 |      |
| Kleibroker Straße 2 53° 15′ 3″ N, 8° 11′ 45″ O      | Wohnhaus                  | Eingeschossiger Putzbau über L-förmigen Grundriss auf hohem Sockelgeschoss unter Satteldächern. Dreiachsige Fassade mit Eckrustizierung und Sockelgesims, Fenster mit segmentbogigen Verdachungen und Umrandungen aus Stuck. Eingang über einer offenen Veranda mit Freitreppe. Rückwärtiger niedriger Wirtschaftsteil. 1902 errichtet. | 35637569 |      |
| Kleibroker Straße 46 53° 15′ 18″ N, 8° 11′ 57″ O    | Wohn-/ Wirtschaftsgebäude | Zweigeschossiger Ziegelbau unter Walmdach. Fassade mit vorgezogenen Eckrisaliten ebenfalls unter Walmdächern, dazwischen eingestellter Altan. Wandfeste Innenausstattung erhalten. An östlicher Ecke angebauter Wirtschaftstrakt unter Walmdach, dessen Traufseite zur Straße weist, hier Toreinfahrt. Bauzeitliche Einfriedung mit Backsteinmauer mit kugelbekrönten Pfeilern. In den 1920er Jahren errichtet. | 5638648  |      |
| Köttersweg 30 53° 14′ 10″ N, 8° 11′ 1″ O            | Wohn-/ Wirtschaftsgebäude | Querdielenhaus. Eingeschossiger Ziegelbau unter Krüppelwalmdach mit Eulenloch, Traufgesims und Fensterverdachungen mit Klötzchenfries, um 1880 errichtet. | 35637596 | BW   |
| Mühlenstraße 43 53° 14′ 52″ N, 8° 12′ 20″ O         | Schule                    | Eingeschossiger Ziegelbau auf Sockelgeschoß unter Mansarddach. Fassade mit zweigeschossigem Mittelrisalit unter Frontispiz. Gliederung durch Ecklisenen. Rundbogiger Eingang. Um 1920. Gartengrundstück | 35637623 |      |
| Oldenburger Straße 229 53° 14′ 46″ N, 8° 11′ 54″ O  | Wohn-/ Geschäftshaus      | Zweigeschossiger Putzbau mit Drempel unter Halbwalmdach. Gliederung durch Gesimse und Fensterumrandungen. Schaufenster z.T. mit originalen Stützen. Erbaut 1898. | 35637929 |      |
| Oldenburger Straße 233 53° 14′ 47″ N, 8° 11′ 53″ O  | Wohn-/ Geschäftshaus      | Zweigeschossiger Putzbau über L-förmigem Grundriss unter Walmdach. Im Kern Wohnhaus von 1845, 1924 aufgestockt, 1935 um Werkstatt erweitert. Einheitliche Fassadengliederung mit Putzfugen im EG, umlaufende Gesimse. Kernbau mit polygonalem Erker. | 35638578 |      |
| Oldenburger Straße 295 53° 15′ 6″ N, 8° 11′ 32″ O   | Wohnhaus                  | Eineinhalbgeschossiger Putzbau unter giebelständigem Satteldach. Vierachsige Fassade durch Flugsparren, umlaufende Gesimse sowie Fensterrahmungen und -brüstungen verziert. Im EG waagerechter Fugenschnitt. 1900 errichtet. | 35637987 |      |
| Oldenburger Straße 310 53° 15′ 8″ N, 8° 11′ 35″ O   | Wohnhaus                  | Eineinhalbgeschossiger Putzbau unter traufständigem Satteldach mit zweigeschossigem Mittelrisalit und vorgelegtem Erker im EG. Eingang am Nordgiebel (Hofseite), davor Altan mit Rundbogenöffnungen. An Ostseite Wirtschaftstrakt als Verbinder zur Scheune. Um 1890 errichtet. | 35638015 |      |
| Parkstraße 173 53° 14′ 47″ N, 8° 13′ 29″ O          | ehem. Hof Meinardus       | | 35635801 | BW   |
| Parkstraße 173 53° 14′ 44″ N, 8° 13′ 34″ O          | Allee                     | | 35639420 | BW   |
| Parkstraße 173 53° 14′ 45″ N, 8° 13′ 30″ O          | Vorratsinsel              | | 35640082 | BW   |
| Parkstraße 201 -203 53° 14′ 57″ N, 8° 13′ 41″ O     | Gulfhaus (ehem. Ziegelei) | Breitgelagerte Gulfscheune mit weit heruntergezogenem Krüppelwalmdach, Anfang des 19. Jh. errichtet. Innengerüst mit drei Gebinden, so dass zwei große Gulfe gebildet werden, umlaufende Ständerreihen. Eingerückter Wohnteil unter Satteldach in den 1930er Jahren angebaut. | 35635831 | BW   |
| Raiffeisenstraße 60 53° 14′ 48″ N, 8° 11′ 9″ O      | Brötje-Hof                | Zweiständerbau in Hochrähmgefüge mit Ankerbalken. Dreifach vorkragender Knaggengiebel mit Firstpfahl und eiserner Wetterfahne, 1666 errichtet. Inschrift am Mittelbalken : FVR KRIEG, PEST, THEWRVNG VND FEVERSNOTH BEV;TE DIES HAVS, O TRWER GOTT. Über Grootdör die Jahreszahl ANNO DOMINI MDCLXVI und Initialen des Bauherren und seiner Frau. Wohnteil versteinert und innen vergrößert, sodass die Diele nur verkürzt erhalten geblieben ist. Nach Südwesten um Stallanbau über L-förmigen Grundriss erweitert, südlicher Stallteil Fachwerkbau mit zweifach verriegelten Wänden, nördlich quer dazu stehende Flügel massiver Ziegelbau unter Krüppelwalmdach. | 35638092 |      |
| Raiffeisenstraße 66 53° 14′ 46″ N, 8° 11′ 6″ O      | Wohnhaus                  | Eingeschossiger, traufständiger Ziegelbau mit Putz-/Stuckgliederungen (Gesimse, Fensterrahmungen) unter traufständigem Krüppelwalmdach. Fassade mit zweigeschossigem Mittelrisalit unter Walmdach, rechts davon Wintergarten mit Fachwerk. Hauseingang an Westseite, an Nordwestecke angebauter Wirtschaftsteil. Bauzeitliche wandfeste Innenausstattung, originale Fenster. Um 1910 zurückgesetzt auf großem Gartengrundstück errichtet. | 39158798 |      |
| Schloßstraße 4 53° 14′ 34″ N, 8° 11′ 49″ O          | Wohnhaus                  | Eineinhalbgeschossiger Putzbau unter giebelständigem Satteldach. Vierachsige Fassade mit Baudekor in Form von profilierten Fensterrahmungen und Gesimsen, im OG die beiden mittleren Fenster durch Pilaster und Verdachungen zusammengefasst, hier Brüstungsfelder mit Balustern. Um 1900 errichtet. | 35638121 |      |
| Schloßstraße 6 53° 14′ 34″ N, 8° 11′ 48″ O          | Wohnhaus                  | Eingeschossiger Ziegelbau mit niedrigem Drempel unter giebelständigem Satteldach. Fünfachsige Fassade mit mittigem Eingang. Gliederung durch Ecklisenen, Treppenfries am Ortgang sowie Ziegelverdachungen der Fenster und Tür, östliche Traufseite mit Zwerchhaus. An Nordostseite langgestreckter Wirtschaftstrakt, ebenfalls ein Ziegelbau unter giebelständigem Satteldach. | 35638148 |      |
| Wilhelmstraße 15 53° 14′ 35″ N, 8° 11′ 46″ O        | Turnhalle                 | Eingeschossiger Putzbau unter Mansarddach. Dreiachsige Fassade mit mittigem Eingang und Zwerchhaus. Doppelflügel-Haustür mit Oberlicht in Rundbogenöffnung mit Werksteinrahmung und darüber liegendem Balkon mit Eisengitter. Zwerchhaus mit Wappen im Dreiecksgiebel. An Ostseite hoher Anbau unter Satteldach mit ziegelsichtiger Lisenengliederung. Eingang und Zwerchgiebel mit Werksteingliederung, Turnhalle mit Ziegelgliederung, dazwischen große Fenster. Anfang des 20. Jh. errichtet. | 35638205 |      |

## Hahn

### Gruppe: Gut Hahn 55
Die Gruppe hat die ID 35625821. Gutsanlage mit Herrenhaus und Wirtschaftshof, Hauptzufahrt über ziegelgepflasterte Allee im Südwesten. Reste der Graft erhalten. Weitläufige Gartenanlagen mit so genannten Sternbüschen und Dreistrahl als Wegeachsen.

| Lage                        | Bezeichnung  | Beschreibung | ID       | Bild |
| --------------------------- | ------------ | --- | -------- | ---- |
| 53° 17′ 58″ N, 8° 10′ 8″ O  | Herrenhaus   | Zweigeschossiger Putzbau unter flachem Satteldach. Siebenachsige Fassade mit umlaufendem Konsolgesims und Frontispiz über den drei mittleren Achsen, hier Eingang mit Freitreppe. 1856–58 für Adolph de Cousser errichtet. | 35635558 |      |
| 53° 17′ 59″ N, 8° 10′ 7″ O  | Pavillon     | Halboffener Bau, rückwärtig polygonaler Wandabschluss, mit quadratischen Pfeilern, sonst hölzernes Tragwerk. Ende 19. Jh. errichtet. | 35635585 | BW   |
| 53° 17′ 58″ N, 8° 10′ 5″ O  | Scheune      | Gulfscheune; Ziegelbau unter Satteldach mit zwei Längsdielen. Am Südgiebel Gesindeglocke, Nordgiebel mit Allianzwappen 1858. | 35635612 | BW   |
| 53° 17′ 59″ N, 8° 10′ 4″ O  | Pferdestall  | Eingeschossiger, langgestreckter Ziegelbau unter Satteldach. Anbau an der nordöstlichen Traufseite. Um 1800 errichtet. | 35635639 | BW   |
| 53° 18′ 0″ N, 8° 10′ 4″ O   | Stallgebäude | Eingeschossiger Ziegelbau unter Satteldach mit kleinen halbkreisförmigen Fenstern, z.T.auch segmentbogige Stürze. Ende 19. Jh. errichtet. | 35635667 | BW   |
| 53° 18′ 0″ N, 8° 10′ 2″ O   | Remise       | Vierständer-ähnlicher Bau mit eingehälsten Ankerbalken in Oberrähmzimmerung. | 35635694 | BW   |
| 53° 17′ 58″ N, 8° 10′ 11″ O | Park         | Weiträumig um Gutshof entwickelnden Gartenanlagen gehen im Ursprung auf das 18. Jh. zurück. Aus dieser Zeit drei so genannte Sternbüsche südöstlich, südlich und nordwestlich gelegen. System aus Wegeachsen, dass einer Gestaltungsidee des Barocks entstammt und über die Grenzen der Gutsanlage hinaus greift. Im Westen entstand im 19. Jh kleine landschaftlich geprägte Partie, wobei der so genannte Schmiedeberg bereits aus dem Ende des 18. Jh. herrühren soll. Historische Nutzgartenbereiche sind zu finden. Seit dem späten 19. Jh. führt die Eisenbahnlinie Oldenburg-Varel westlich durch die Gutsanlage. | 35635530 | BW   |
| 53° 17′ 55″ N, 8° 10′ 3″ O  | Allee        | 500 Meter lange Zufahrt zum Gut Hahn führt von Südwesten auf Herrenhaus zu. Als zweireihige Lindenallee gestaltet und bildet Teil eines barocken Dreistrahles, zu dem die große, nach Nordwesten führende Wegeachse gehört und sich ein Pendant nach Nordosten erstreckt. | 35639934 | BW   |

### Einzelbaudenkmale
| Lage                                                  | Bezeichnung | Beschreibung | ID       | Bild |
| ----------------------------------------------------- | ----------- | --- | -------- | ---- |
| Bentweg 25 53° 18′ 15″ N, 8° 10′ 40″ O                | Scheune     | | 35635504 | BW   |
| Lehmder Straße 175 53° 17′ 25″ N, 8° 11′ 13″ O        | Gulfhaus    | Um 1900 errichtetes Gulfhaus mit eineinhalbgeschossigem, eingerücktem Wohnteil unter Krüppelwalmdach. Ziegelbau mit Gliederung durch Lisenen, Gesimse und Fensterverdachungen.                                                                          | 35636013 | BW   |
| Schanzer Weg 20 53° 18′ 27″ N, 8° 9′ 41″ O            | Gulfhaus    | Gulfhaus mit eingerückten Wohnteil, eineinhalbgeschossig mit Gliederung durch Lisenen, Gesimse und geputzte Fensterumrandungen. Hölzerne Veranda an Giebelseite. Wirtschaftsteil mit Stallflügel. 1913 errichtet.                                       | 35635424 | BW   |
| Wilhelmshavener Straße 233 53° 17′ 34″ N, 8° 9′ 49″ O | Gasthaus    | Eineinhalbgeschossiger Putzbau unter Krüppelwalmdach mit mittigem Zwerchhaus. Originale Fenster und Fassadengliederung mit aufgeputztem Gurtgesims und Fensterrahmungen. Nordgiebel mit kleinem Saalanbau mit Bühne und hölzerner Veranda. Erbaut 1910. | 35635719 | BW   |

## Ipwege

### Gruppe: Butjadinger Straße 122
Die Gruppe hat die ID 50833922. Hofanlage mit Hallenhaus als Hauptgebäude sowie Nebengebäude; alter, raumbildprägender Baumbestand.

| Lage                        | Bezeichnung               | Beschreibung | ID       | Bild |
| --------------------------- | ------------------------- | --- | -------- | ---- |
| 53° 12′ 44″ N, 8° 14′ 59″ O | Wohn-/ Wirtschaftsgebäude | Zweiständer-Fachwerkbau mit Ziegelausfachung unter giebelständigem Krüppelwalmdach mit Reetdeckung; beide Giebel mit Steckwalm. Traufwände massiv in 2. Hälfte 19. Jah. ersetzt, Innengerüst wesentlich älter. | 35638718 | BW   |
| 53° 12′ 43″ N, 8° 14′ 58″ O | Nebengebäude              | Firstparallel stehendes Nebengebäude unter Satteldach | 35638994 | BW   |

### Gruppe: Gut Wahnbek
Die Gruppe hat die ID 35626065. Hofanlage mit villenartigem Wohnhaus, umgeben von Park. An Nordseite Wirtschaftshof mit mehreren Ställen und Nebengebäuden.

| Lage                                     | Bezeichnung    | Beschreibung | ID       | Bild |
| ---------------------------------------- | -------------- | --- | -------- | ---- |
| An der Bäke 39 53° 12′ 3″ N, 8° 15′ 4″ O | Villa Hullmann | Zweigeschossiger Putzbau auf Sockelgeschoss unter Mansarddach. An Ostseite in mit neobarocken Sprenggiebel übergiebelten Mittelachse, Altan; an Südostecke Eckturm mit Zwiebelhaube. Eingang über Vorbau mit Satteldach an Nordseite. An Westseite Verbindungsbau zur Scheune. Um 1903/06 nach Entwürfen von Albert Thölken (Bremen) errichtet. | 35638231 | BW   |
| An der Bäke 39 53° 12′ 1″ N, 8° 15′ 6″ O | Garten         | | 35638264 | BW   |

### Gruppe: Kornbrennerei Köster
Die Gruppe hat die ID 35626488. Am Ende des Alt Ipweger Weg ist die Hofstelle / Brennerei Köster mit fächerförmig angeordneten Gebäudebestand bestehend aus Wohn-/ Wirtschaftsgebäude, Scheune, Ställen, Brennerei mit Schornstein und Mälzerhaus.

| Lage                                           | Bezeichnung               | Beschreibung | ID       | Bild |
| ---------------------------------------------- | ------------------------- | --- | -------- | ---- |
| Alt Ipweger Weg 26 53° 12′ 18″ N, 8° 15′ 45″ O | Wohn-/ Wirtschaftsgebäude | Gebäude in Ziegelbauweise. Wohnteil unter Satteldach, Giebel mit aufwändig gestalteten Fensterrahmungen in Stuck, im EG Holzveranda. Im Inneren bauzeitliche, wandfeste Ausstattungselemente. Wirtschaftsteil mit Krüppelwalmdach. | 35638366 | BW   |
| Alt Ipweger Weg 26 53° 12′ 18″ N, 8° 15′ 43″ O | Scheune                   | Ziegelbau unter Walmdach, an Ostseite offen. Als Getreidescheune genutzt, an Nordseite massiver Stalleinbau. | 35638501 | BW   |
| Alt Ipweger Weg 26 53° 12′ 18″ N, 8° 15′ 43″ O | Scheune                   | Ziegelbau unter Walmdach. | 35638528 | BW   |
| Alt Ipweger Weg 26 53° 12′ 19″ N, 8° 15′ 45″ O | Stallgebäude              | langgestreckter Ziegelbau unter Satteldach | 35638475 | BW   |
| Alt Ipweger Weg 26 53° 12′ 19″ N, 8° 15′ 46″ O | Stallgebäude              | Ziegelbau unter Satteldach | 35638449 | BW   |
| Alt Ipweger Weg 26 53° 12′ 18″ N, 8° 15′ 46″ O | Brennerei                 | Ziegelbau unter Krüppelwalmdach mit Vorlaube an Südwestseite, dazugehörender Schornstein. 1862 errichtet. | 35638422 | BW   |
| Alt Ipweger Weg 26 53° 12′ 18″ N, 8° 15′ 47″ O | Mälzerhaus                | Eineinhalbgeschossiger Putzbau unter Krüppelwalmdach. | 35638393 | BW   |

### Einzelbaudenkmale
| Lage                                               | Bezeichnung               | Beschreibung | ID       | Bild |
| -------------------------------------------------- | ------------------------- | --- | -------- | ---- |
| Alt Ipweger Weg 80 53° 12′ 33″ N, 8° 16′ 1″ O      | Scheune                   | Fachwerk-Wandständerbau unter reetgedecktem Vollwalmdach. Gefügekonstruktion mit durchgezapften Ankerbalken. | 35638604 | BW   |
| Butjadinger Straße 117 53° 12′ 41″ N, 8° 14′ 53″ O | Wohn-/ Wirtschaftsgebäude | Hallenhaus unter reetgedecktem Krüppelwalmdach (Kammerfach): Wirtschaftsgiebel mit Vorschauern und heruntergezogenem Dach. Ursprünglich Fachwerkaußenwände, teilweise massiv erneuert. Zweiständergerüst mit Hochrähmgefüge und durchgezapften Ankerbalken. | 35635856 | BW   |

## Kleibrok

### Gruppe: Wassermühle
Die Gruppe hat die ID 35625856.

| Lage                                     | Bezeichnung | Beschreibung | ID       | Bild |
| ---------------------------------------- | ----------- | ------------ | -------- | ---- |
| Roggenmoorweg 53° 15′ 49″ N, 8° 12′ 1″ O | Wassermühle |              | 35635987 | BW   |
| Roggenmoorweg 53° 15′ 49″ N, 8° 12′ 0″ O | Wehr        |              | 35639785 | BW   |
| 53° 15′ 48″ N, 8° 11′ 55″ O              | Mühlenteich |              | 35639348 | BW   |

### Gruppe: Kleibroker Straße 132
Die Gruppe hat die ID 35625839.

| Lage                        | Bezeichnung | Beschreibung | ID       | Bild |
| --------------------------- | ----------- | --- | -------- | ---- |
| 53° 15′ 43″ N, 8° 12′ 26″ O | Wohnhaus    | Eingeschossiger Ziegelbau von 1859                                                                                     | 35635936 | BW   |
| 53° 15′ 43″ N, 8° 12′ 27″ O | Scheune     | Gulfscheune. Langgestreckter Ziegelbau mit halbkreisförmigen Traufenfenstern. Erbaut 1860, 1903 nach Osten verlängert. | 35635962 | BW   |
| 53° 15′ 42″ N, 8° 12′ 26″ O | Garten      | Parkartiger Garten mit altem Baumbestand.                                                                              | 35639131 | BW   |

## Loy

### Gruppe: Dorfstraße 17
Die Gruppe „Loy, Hofanlage Dorfstraße“ hat die ID 35626001.

| Lage                        | Bezeichnung               | Beschreibung | ID       | Bild |
| --------------------------- | ------------------------- | --- | -------- | ---- |
| 53° 13′ 42″ N, 8° 15′ 15″ O | Wohn-/ Wirtschaftsgebäude | Zweiständerbau, Innengerüst stammt aus dem 16. Jh., Außenwände 1894 erneuert; aus der Zeit stammen vermutlich auch seitliche Anbauten. | 35636261 | BW   |
| 53° 13′ 43″ N, 8° 15′ 16″ O | Scheune                   | Gulfscheune, 1864 errichtet. | 35636289 | BW   |

### Gruppe: Gut Loy
Die Gruppe hat die ID 35625982. U-förmige Anlage aus Herrenhaus und Wirtschaftsgebäude. Beide Wirtschaftsgebäude ersetzten 1876 die entsprechenden Vorgängerbauten. Zur Straße weitere Ziegelbauten von 1889. Im Süden und Westen Parkanlage.

| Lage                                      | Bezeichnung  | Beschreibung | ID       | Bild |
| ----------------------------------------- | ------------ | --- | -------- | ---- |
| Dorfstraße 13 53° 13′ 39″ N, 8° 15′ 11″ O | Herrenhaus   | Zweigeschossiger Putzbau unter Mansarddach; neunachsige Fassade, Mittelachse mit schlanken Turm bekrönt, Altan vor dem mittigem Eingang; hier Doppelwappen. Seitlich angebauter Rundturm. | 35636154 |      |
| Dorfstraße 13 53° 13′ 40″ N, 8° 15′ 13″ O | Nebengebäude | An Nordseite gelegener Ziegelbau unter Krüppelwalmdach, 1876 errichtet. | 35636182 | BW   |
| Dorfstraße 13 53° 13′ 39″ N, 8° 15′ 13″ O | Nebengebäude | An Südseite gelegenes Nebengebäude, Ziegelbau unter Krüppelwalmdach. 1876 errichtet. | 35636209 | BW   |

### Gruppe: Gut Buttel
Die Gruppe hat die ID 35625965. 1904 Neuanlage neben dem Gutshof aus 16. Jh. (keine baulichen Reste). Villenartiges Wohnhaus durch Wirtschaftsflügel mit Scheune verbunden. Parallel zum Wohnhaus im Süden Stallgebäude.

| Lage                                         | Bezeichnung | Beschreibung | ID       | Bild |
| -------------------------------------------- | ----------- | --- | -------- | ---- |
| Butteler Weg 121 53° 13′ 10″ N, 8° 15′ 31″ O | Wohnhaus    | Eineinhalbgeschossiger Ziegelbau auf Sockelgeschoss. Über unregelmäßigem Grundriss mit versetzten Baukörpern, die Wände tw. verputzt, mit Bruchsteinen oder Fachwerk gestaltet. 1904 errichtet. | 35635879 | BW   |
| Butteler Weg 121 53° 13′ 9″ N, 8° 15′ 32″ O  | Scheune     | Gulfscheune 1904/1905 errichtet. Ziegelbau unter Krüppelwalmdach, im Norden durch Zwischenbau mit Wohnhaus verbunden.                                                                           | 35635907 | BW   |
| Butteler Weg 121 53° 13′ 8″ N, 8° 15′ 31″ O  | Stallflügel | Eingeschossiger Ziegelbau unter Krüppelwalmdach, südwestlich der Scheune um 1904 errichtet. | 35639294 | BW   |

### Einzelbaudenkmale
| Lage                                              | Bezeichnung               | Beschreibung | ID       | Bild |
| ------------------------------------------------- | ------------------------- | --- | -------- | ---- |
| An der Braker Bahn 17 53° 13′ 24″ N, 8° 15′ 22″ O | Bahnhof Loy               | Zweigeschossiger, dreiachsiger Ziegelbau unter giebelständigem Satteldach. An beiden Seiten niedrigere, traufständige Seitenflügel. Plastische Wandgliederung durch Lisenen, Gesimse und profilierte Fensterlaibungen. 1896 errichtet.                                           | 35636068 | BW   |
| Braker Chaussee 245 53° 13′ 47″ N, 8° 15′ 50″ O   | Herrenhaus                | Zweigeschossiger Ziegelbau unter Mansardhalbwalmdach. Siebenachsige Fassade mit genuteten Ecklisenen, verkröpften Fensterrahmungen und profilierter Türrahmung in Sandstein. Originales Treppenhaus erhalten. 1760 errichtet, 1907 vom damaligen Besitzer von Funch restauriert. | 35636095 | BW   |
| Braker Chaussee 245b 53° 13′ 48″ N, 8° 15′ 53″ O  | Eiskeller                 | Gewölbter Ziegelbau mit Erdaufschüttung. Drei in gleiche Richtung laufende, ebenerdig zugängliche Tonnengewölbe. Im Osten profilierte Türgewände aus Sandstein erhalten. Wohl um 1760 errichtet.                                                                                 | 35636125 | BW   |
| Osterbergstraße 5 53° 13′ 49″ N, 8° 15′ 18″ O     | Hallenhaus (Heuerhaus)    | Zweiständerbau unter reetgedecktem Halbwalmdach mit Eulenloch. Außenwände in Ziegelmauerwerk. 2. Hälfte 19. Jh.; Innengerüst wohl älter. | 35636316 | BW   |
| Ringstraße 50 53° 14′ 4″ N, 8° 14′ 45″ O          | Folte Hof / Gut Barghorn  | Villenähnliches Wohnhaus einer Hofanlage. Eingeschossiger Putzbau auf hohem Sockelgeschoss mit Drempel; an Südseite übergiebelter Risalit, rückseitig Veranda. Reiche Stuckgliederung. Um 1900.                                                                                  | 35635368 | BW   |
| Ringstraße 169 53° 14′ 43″ N, 8° 14′ 57″ O        | Wohn-/ Wirtschaftsgebäude | Zweiständerbau in Hochrähmgefüge mit Ankerbalken. Beide Giebel in (wohl jüngerem) Fachwerk mit leicht vorkragenden Walmdach. Links Stallanbau. 1765 errichtet. | 35635395 | BW   |
| Ringstraße 308 53° 14′ 7″ N, 8° 15′ 24″ O         | Wohn-/ Wirtschaftsgebäude | Kleiner Zweiständerbau in Hochrähmgefüge mit Ankerbalken unter giebelständigem Krüppelwalmdach mit Eulenloch. Wirtschaftsgiebel in Fachwerkbauweise, Außenwände erneuert. Um 1800 errichtet.                                                                                     | 35636378 |      |
| Ringstraße 333 53° 14′ 1″ N, 8° 15′ 16″ O         | Wohn-/ Wirtschaftsgebäude | Zweiständerbau mit weitgehend erhaltenem Innengerüst von 1772 unter giebelständigem Krüppelwalmdach mit Eulenloch. Wirtschaftsgiebel in Fachwerkbauweise, Traufseiten und Wohngiebel massiv erneuert.                                                                            | 35636406 | BW   |
| Zum Ausblick 3 53° 13′ 52″ N, 8° 15′ 56″ O        | Reimersches Haus          | Eingeschossiger Ziegelbau unter Krüppelwalmdach. Querdielenhaus mit korbbogiges Dielentor. Wohnteil mit Längserschließung, zweiflügelige Eingangstür im fünfachsigem Giebel. Im Inneren historische Ausstattungselemente erhalten. 1817 errichtet.                               | 35636431 | BW   |

## Nethen

### Gruppe: Gulfhof Gut Nethen 25
Die Gruppe hat die ID 35626018. Hofanlage mit Gulfscheune und  villenartigem Wohnhaus sowie großem Gartengrundstück.

| Lage                       | Bezeichnung | Beschreibung | ID       | Bild |
| -------------------------- | ----------- | --- | -------- | ---- |
| 53° 16′ 37″ N, 8° 8′ 39″ O | Wohnhaus    | Villenartiger Wohnteil eines Gulfhofes. Eingeschossiger Putzbau mit Drempel und Stuckgliederung. Um 1900 errichtet. | 35636491 | BW   |
| 53° 16′ 38″ N, 8° 8′ 39″ O | Scheune     | Gulfscheune. Nordgiebel mit Gesimsen, Lisenen und schmalen Fensterverdachungen gegliedert; um 1900 errichtet.       | 35636458 | BW   |

### Einzelbaudenkmale
| Lage                                               | Bezeichnung | Beschreibung | ID       | Bild |
| -------------------------------------------------- | ----------- | --- | -------- | ---- |
| Wiefelsteder Straße 150 53° 16′ 41″ N, 8° 8′ 29″ O | Gulfhaus    | 1902 errichtetes Gulfhaus in Ziegelbauweise mit eingerücktem, eingeschossigen Wohnteil unter Satteldach, am Wirtschaftsgiebel abgewalmt. Gliederung durch Gesimse, Fensterverdachungen und Lisenen. | 35636520 | BW   |

## Außerhalb

### Einzelbaudenkmale
| Lage                                                               | Bezeichnung               | Beschreibung | ID       | Bild |
| ------------------------------------------------------------------ | ------------------------- | --- | -------- | ---- |
| (Delfshausen) Dörpstraat 70 53° 17′ 6″ N, 8° 14′ 56″ O             | Schule                    | Langgestreckter, eingeschossiger Ziegelbau unter Krüppelwalmdach mit Querdiele. Gliederung durch Gesimse, Lisenen und Fensterverdachungen. 1881 errichtet. Nebengebäude.     | 35635478 | BW   |
| (Leuchtenburg) Metjendorfer Straße 121 53° 13′ 53″ N, 8° 10′ 30″ O | Wohn-/ Wirtschaftsgebäude | Zweiständerbau in Unterrähmgefüge unter reetgedecktem Krüppelwalmdach. Außenwände in Ziegelmauerwerk, korbbogiges Dielentor. 1869 errichtet. Baumbestand mit langer Zufahrt. | 35636039 | BW   |
| (Neusüdende) Metjendorfer Straße 350 53° 12′ 40″ N, 8° 11′ 54″ O   | Gulfhaus                  | Gulfhaus mit Durchfahrtsdiele und eingerücktem eineinhalbgeschossigem Wohnteil. Ziegelbau mit Baudekor in Form von Lisenen, Gesimsen und Verdachungen. 1911 errichtet.       | 35636597 | BW   |